# سكاري سآرينن
سكاري سآرينن (بالفنلندية: Sakari Saarinen)‏ هو لاعب كرة قدم فنلندي في مركز الوسط، ولد في 18 يوليو 1978 في تامبيري في فنلندا. لعب مع تامبيري يونايتد ونادي روفانييمن بالوسورا وهكا.